# 1301년
In 1301, the Ottomans declared war on Byzantium. Eventually the victory went to the Ottomans, and the Byzant's good ol' days were officially ended.

## 연호
- 원(元) 대덕(大德) 5년
- 일본(日本) 쇼안(正安) 3년
- 쩐 왕조(陳朝) 흥롱(興隆) 9년

## 기년
- 원(元) 성종(成宗) 7년
- 고려(高麗) 충렬왕(忠烈王) 복위 3년
- 쩐 왕조(陳朝) 영종(英宗) 9년

## 탄생
- 9월 21일 - 고려 후기 스님 태고보우

## 사망
- 원나라 오고타이 한국 칸 카이두